# Severna Park
Severna Park és una concentració de població designada pel cens dels Estats Units a l'estat de Maryland. Segons el cens del 2000 tenia 28.507 habitants.

## Demografia
Segons el cens del 2000, Severna Park tenia 28.507 habitants, 9.731 habitatges, i 8.105 famílies. La densitat de població era de 853,2 habitants per km².
Dels 9.731 habitatges en un 40,9% hi vivien nens de menys de 18 anys, en un 73,7% hi vivien parelles casades, en un 6,8% dones solteres, i en un 16,7% no eren unitats familiars. En el 13,4% dels habitatges hi vivien persones soles el 5,8% de les quals corresponia a persones de 65 anys o més que vivien soles. El nombre mitjà de persones vivint en cada habitatge era de 2,89 i el nombre mitjà de persones que vivien en cada família era de 3,17.
Per edats la població es repartia de la següent manera: un 28,1% tenia menys de 18 anys, un 4,9% entre 18 i 24, un 25,9% entre 25 i 44, un 29% de 45 a 60 i un 12,1% 65 anys o més.
L'edat mediana era de 40 anys. Per cada 100 dones de 18 o més anys hi havia 91,5 homes.
La renda mediana per habitatge era de 87.472 $ i la renda mediana per família de 93.923 $. Els homes tenien una renda mediana de 65.742 $ mentre que les dones 40.061 $. La renda per capita de la població era de 34.985 $. Entorn de l'1,6% de les famílies i el 2,2% de la població estaven per davall del llindar de pobresa.

## Poblacions més properes
El següent diagrama mostra les poblacions més properes.